# Дранич
Дранич или Дренич (грч. Αντιφίλιπποι, Андифилипи) је насељено место у  општини Кушница у периферији Источна Македонија и Тракија, Грчка. Према попису из 2021. године било је 782 становника.
Према бугарском географу и историчару, Василу Канчову, у Драничу је 1900. године живело 400 Турака (Словена муслимана). Двадесетих година 20. века муслиманско становништво је принудно исељено у Турску а на њихово место су насељене грчке избегличке породице, којих је на попису из 1928. године било 555.